# Geneva (lettertype)
Geneva is een schreefloos lettertype ontworpen door Susan Kare voor Apple Computer. Het is een van de oudste lettertypen die met het besturingssysteem Mac OS van de Apple Macintosh worden verscheept. Het behoort tot een reeks van lettertypes voor de Macintosh, die allemaal naar een wereldstad werden genoemd (New York, Monaco, Chicago).
Geneva was oorspronkelijk gebaseerd op het lettertype Helvetica. De originele versie was een rasterlettertype, maar recentere versies van Geneva zijn TrueType. Dit lettertype van de Macintosh is niet algemeen beschikbaar op andere besturingssystemen. Arial is bijvoorbeeld een vergelijkbaar lettertype van het besturingssysteem Windows.
Het lettertype Simple is een afgeleide versie van Geneva die werd toegepast in het besturingssysteem van de Apple Newton.